# Занстад
Занстад (нід. Zaanstad) — муніципалітет на заході Нідерландів, у центральній частині провінції Північна Голландія. Центр громади — місто Зандам.
Громада фактично є конурбацією, що складається з ряду міст, містечок та сіл.
Основні поселення: Зандам (72 597 осіб), Ассенделфт (22 346), Кроммені (16 499), Ког-ан-де-Зан (11 349), Вормервер (11 225), Зандейк (8 817), Вестзан (4 434).

## Географія
Занстад розташований на захід від Амстердама, і з'єднаний з ним регулярним приміським залізничним сполученням; в межах муніципалітету є кілька станцій. Порт на річці Заан, з'єднаний з Північним морем каналами Нордзе та Нордголландс.

## Економіка
Є підприємства електротехнічної, суднобудівної, деревообробної, і хімічної промисловості. Найпомітніший представник харчової промисловості — кондитерська фабрика, наявність якої можна відчути за сотні метрів за характерним запахом.

## Історія
1697 року в Зандамі (Саардамі) жив і вивчав корабельну справу московський цар Петро I, працюючи теслею на місцевій судноверфі. Будинок, де він прожив тиждень у серпні 1697, зберігся; в XIX столітті над ним було споруджено павільйон, щоб захистити історичну будівлю від атмосферних опадів. Там працює музей «Будиночок Петра I».

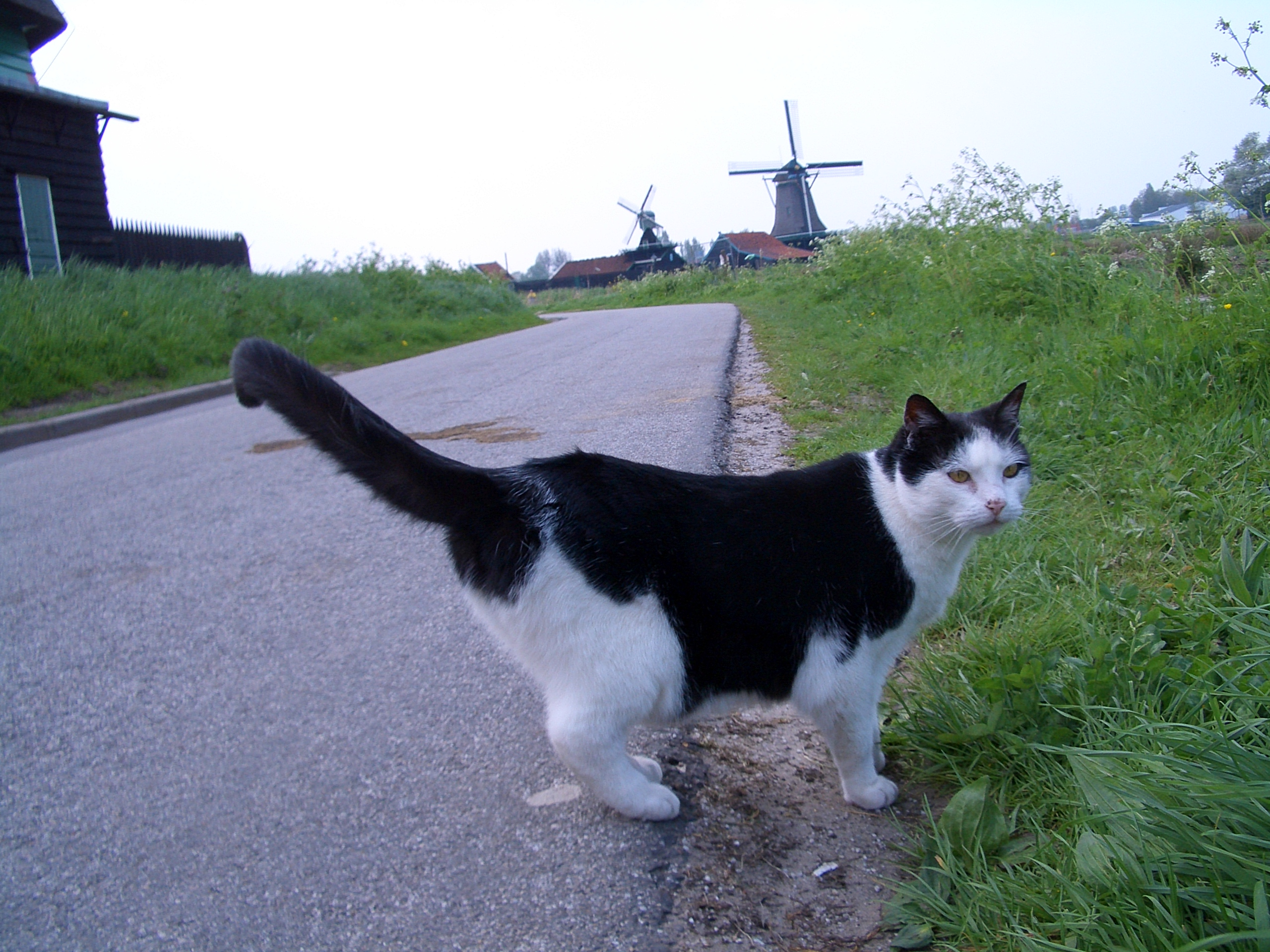
У музеї Зансе-Сханс

Інша пам'ятка Занстад — музей просто неба Зансе-Сханс, одне з найкращих місць у Нідерландах, щоб побачити вітряні млини в робочому стані.